# Армстронг, Джеймс (блюзмен)
Джеймс Армстронг (англ. James Armstrong; род. 22 апреля 1957 года, Лос-Анджелес, США)  — американский блюзовый гитарист, певец, автор песен. Номинант Blues Music Awards в номинациях «Исполнитель современного блюза» (2001), «Песня года» (2001) . 

## Биография
Джеймс Армстронг родился в 1957 году в Лос-Анджелесе в семье джазового гитариста и блюзовой певицы. До девяти лет по настоянию отца сначала осваивал барабаны, затем саксофон, и в девятилетнем возрасте стал учиться играть на гитаре . Научившись играть, Армстронг сформировал свою первую группу в 7 классе школы, и гастролировал по Соединенным Штатам уже в 17-летнем возрасте с кантри-группой. Влияние на творчество музыканта оказали Альберт Кинг и Роберт Крэй; в его музыкальное образование внесли вклад Альберт Коллинз, Биг Джо Тернер и Смоуки Уилсон. К 20 годам Армстронг стал самым молодым участником группы Смоуки Уилсона, однако он сам всё ещё предпочитал играть рок, имея в кумирах Джими Хендрикса. В начале 1980-х Армстронг стал одним из основателей группы Mama Roo, которая в 1990 году выпустила свой единственный одноимённый альбом. 
В начале 1990-х Армстронг переехал в район залива Сан-Франциско, решив сконцентрироваться на блюзе, и в 1995 году выпустил свой дебютный альбом Sleeping with a Stranger на HighTone Records. 
С 1996 года жил в Саннивейле, Калифорния. В апреле 1997 года Армстронг подвергся нападению злоумышленника у себя дома, получив удар ножом в плечо. Это ранение, повредившее нервы, потребовало месяцев реабилитации, но возможности левой руки в части гитарной игры в полном объёме не восстановились. Как говорит сам музыкант: «У меня поврежден нерв во всей левой руке. Из-за этого вся рука выглядит меньше. Мой указательный палец, по сути, самый сильный в левой руке, и в нём всего шестьдесят процентов от того, что было до травмы. Мой средний палец немного слабее. Мой безымянный палец не сгибается в первом суставе. Мой мизинец сумасшедший. Он просто делает то, что хочет, а иногда не делает ничего. Я называю себя лучшим гитаристом с двумя пальцами на планете, которого я знаю, но на самом деле их два с половиной» . Армстронгу пришлось скорректировать свой стиль игры в пользу слайд-техники, которая медленно восстанавливала подвижность пальцев и в сторону более медленных блюзов. Для записи и выступлений ему пришлось приглашать соло-гитариста. Второй альбом Dark Night был выпущен в 1998 году и в его записи в качестве лид-гитариста участвовали Джо Луис Уокер и Даг Маклауд, играющие на гитаре в нескольких песнях. 
Армстронг возобновил живые выступления на блюзовых фестивалях, с заметным появлением на Pocono Blues Festival 1999 в Пенсильвании. В начале 2000 года Армстронг вернулся в студию звукозаписи для работы своим следующим альбомом Got It Goin' On. Ему помогала в проекте ритм-секция Уокера, а также гостевое появление клавишника Джима Пью. Песня с этого альбома «Pennies and Picks» в 2001 году была номинирована на звание песни года Blues Music Awards, а сам Джеймс Армстронг на звание лучшего исполнителя современного блюза. В дальнейшем Армстронг продолжал активные гастроли во многих странах Северной Америки, Европы, Скандинавии, Азии и на Ближнем Востоке, был гостем многих фестивалей, выступал с такими музыкантами, как Альберт Коллинз, Кеб Мо, Коко Монтойя, Рой Браун, Чака Хан, Рики Ли Джонс, Митч Митчелл и Томми Кастро . 
Свой следующий альбом Blues At The Border музыкант выпустил после 11-летнего перерыва в 2011 году на Catfood Records, и в 2014 и 2017 годах на этом лейбле выпустил ещё два альбома. Длительный перерыв музыкант объясняет так: «В тот период времени я все ещё гастролировал по 125—150 концертов в год, но морально и физически я не знал, буду ли я записываться снова, потому что я не мог играть так, как хотел. Это была главная причина, по которой я не стремился к записи. Я все еще писал песни для себя, но я не думал, что смогу играть достаточно хорошо, чтобы выпустить что-то в мир» . В 2016 году Армстронг основал свой собственный лейбл Guitar Angels Records. 
Песни Армстронга звучат в саундтреках фильмов Не слышу зла (1993), Безмолвие (1994), Флорентиец (1999).
Blues Blast: «Шелковистый, мягкий гитарист с приятным, иногда дымчатым голосом» .
Dayly Vault: «Будь то электрогитара или слайд-гитара, Армстронг — выдающийся блюзовый музыкант. Он способен издавать такой чистый звук, на который способны лишь немногие гитаристы. Его голос уникален среди блюзовых исполнителей своей гладкой шелковистостью. Его вокал обладает прекрасным душевным качеством, которое вписалось бы в звучание Motown 1960-х годов» .
«В целом музыка Армстронга это смесь блюза, R&B и небольших фрагментов фанка, она вписывается в категорию, с которой поклонники Роберта Крэя очень хорошо знакомы» 
Тони Рассел писал в своей книге The Blues: From Robert Johnson to Robert Cray: «Если вы определяете блюз через жёсткую структуру [песни], а не через гибкий язык чувственных намёков, то Роберт Крей, Ларри Гарнер, Джо Луис Уокер и Джеймс Армстронг относятся к новому, не поддающемуся категоризации виду, их музыка скорее как бы блюз, а не блюз, каждый из них смешивает идеи и приёмы из разных источников — соул, рок, джаз, госпел, — с изысканностью, превосходящей возможности их предшественников» .

## Дискография
| Название                 | Лейбл            | Год выпуска |
| ------------------------ | ---------------- | ----------- |
| Sleeping with a Stranger | HighTone Records | 1995        |
| Dark Night               | HighTone Records | 1998        |
| Got It Goin' On          | HighTone Records | 2000        |
| Blues At The Border      | Catfood Records  | 2011        |
| Guitar Angels            | Catfood Records  | 2014        |
| Blues Been Good to Me    | Catfood Records  | 2017        |